# 上白糠駅

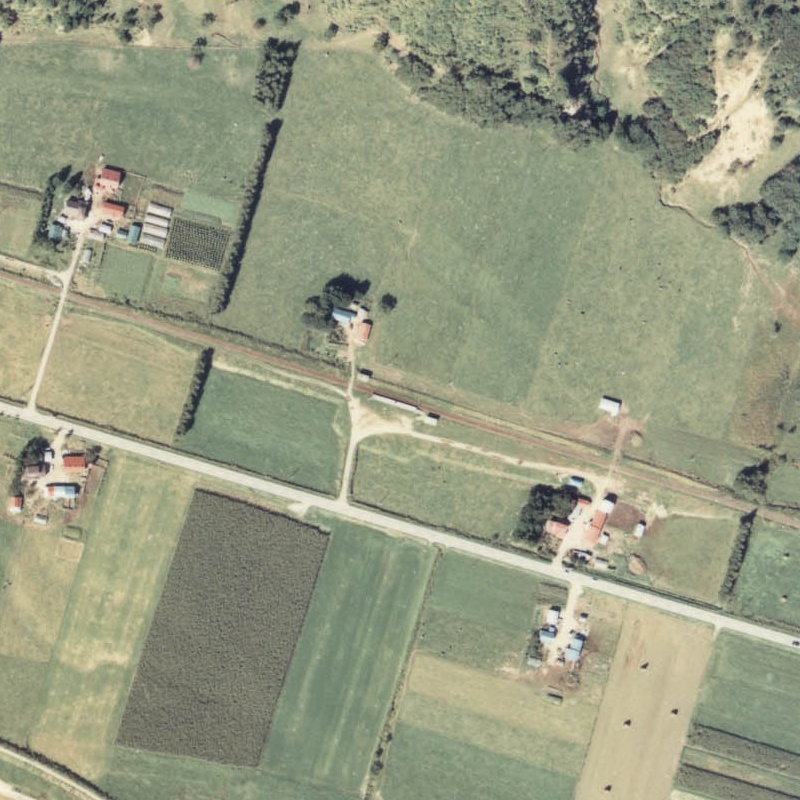
駅周辺を写した航空写真。画像中央が上白糠駅、右方向が白糠駅方面、左方向が北進駅方面。

上白糠駅（かみしらぬかえき）は、かつて北海道白糠郡白糠町茶路基線に設置されていた、日本国有鉄道（国鉄）白糠線の駅（廃駅）である。事務管理コードは▲111902。

## 歴史

### 年表
- 1964年（昭和39年）10月7日：日本国有鉄道白糠線白糠駅 - 上茶路駅間の開通に伴い開業[1][3]。旅客のみ取扱い[1]の無人駅[4]。
- 1983年（昭和58年）10月23日：白糠線の全線廃止に伴い、廃駅となる[1]。

### 駅名の由来
白糠川の上流にあることによる。

## 駅構造
廃止時点で、単式ホーム1面1線を有する地上駅であった。ホームは、線路の南側（北進方面に向かって左手側）に存在した。開業時からの無人駅で駅舎はないが、ホーム東側の出入口附近に待合室を有した。

## 利用状況
乗車人員の推移は以下の通り。年間の値のみ判明している年度は日数割で算出した参考値を括弧書きで示す。出典が「乗降人員」となっているものについては1/2とした値を括弧書きで乗車人員の欄に示し、備考欄で元の値を示す。
| 年度               | 乗車人員（人） | 乗車人員（人） | 出典  | 備考           |
| 年度               | 年間           | 1日平均        | 出典  | 備考           |
| ------------------ | -------------- | -------------- | ----- | -------------- |
| 1978年（昭和53年） |                | 31.0           | [ 7 ] |                |
| 1981年（昭和56年） |                | (13.5)         | [ 6 ] | 乗降客数は27人 |

## 駅周辺
周囲は酪農地帯である。
- 国道392号

## 駅跡
駅前広場が残っていて、外灯も残っている。
2001年（平成13年）時点では広い空き地になっており、2010年（平成22年）時点でも同様であった。駅の前後の路盤は築堤となって残っており、近くに「第三大曲橋梁」も残存している。

## 隣の駅
日本国有鉄道
白糠線
白糠駅 - 上白糠駅 - <共栄仮乗降場> - 茶路駅